# San Casciano in Val di Pesa
San Casciano in Val di Pesa è un comune italiano di 16 301 abitanti della città metropolitana di Firenze in Toscana.
È parte della sottozona Classico del Chianti ed è un centro rinomato per la produzione dei suoi vini, dell'olio extravergine d'oliva, e dei prodotti agricoli in generale.

## Geografia fisica

### Territorio
Il territorio compreso nel comune di San Casciano in Val di Pesa misura 107,98 km2 e si estende tra i rilievi che dividono la Val di Pesa e la Val di Greve con un dislivello altimetrico che va da un minimo di 72 m s.l.m. nella piana di Cerbaia ad un massimo di 510 m nella zona di Valigondoli; il capoluogo è situato a 316 m.
Il territorio comunale è compreso quasi per intero nel Chianti Classico, ad eccezione della zona posta sulla sinistre del fiume Pesa. Confina con i comuni di Montespertoli, Scandicci, Impruneta, Greve in Chianti e Barberino Tavarnelle.

### Clima e sismicità
Il clima a San Casciano, rispetto del capoluogo, prevede estati più fresche ed inverni più rigidi, a causa della maggiore altitudine, soprattutto nelle vallate per quanto riguarda le minime notturne nelle notti con inversione termica. In inverno si possono avere precipitazioni nevose spesso, però, senza grande accumulo. La stazione meteorologica più prossima a San Casciano è quella di Firenze-Peretola della quale riportiamo le medie degli ultimi 30 anni: Ovviamente vista la diversa altitudine e distanza non è coerente con il clima di San Casciano
| Firenze Peretola    | Mesi | Mesi  | Mesi  | Mesi  | Mesi  | Mesi  | Mesi  | Mesi | Mesi  | Mesi | Mesi   | Mesi  | Stagioni | Stagioni | Stagioni | Stagioni | Anno  |
| Firenze Peretola    | Gen  | Feb   | Mar   | Apr   | Mag   | Giu   | Lug   | Ago  | Set   | Ott  | Nov    | Dic   | Inv      | Pri      | Est      | Aut      | Anno  |
| ------------------- | ---- | ----- | ----- | ----- | ----- | ----- | ----- | ---- | ----- | ---- | ------ | ----- | -------- | -------- | -------- | -------- | ----- |
| T. max. media (°C)  | 10   | 12    | 15    | 19    | 23    | 27    | 31    | 31   | 27    | 21   | 15     | 10    | 10,7     | 19       | 29,7     | 21       | 20,1  |
| T. min. media (°C)  | 1    | 3     | 5     | 8     | 11    | 15    | 17    | 17   | 14    | 10   | 6      | 2     | 2        | 8        | 16,3     | 10       | 9,1   |
| Precipitazioni (mm) | 73   | 68,58 | 81,28 | 78,74 | 73,66 | 55,88 | 40,64 | 76,2 | 78,74 | 88,9 | 111,76 | 91,44 | 233,0    | 233,7    | 172,7    | 279,4    | 918,8 |

- Classificazione sismica: zona 3s (sismicità)
- Classificazione climatica: zona E, 2240 GG
- Diffusività atmosferica: alta, Ibimet CNR 2002

## Storia
Il territorio di San Casciano risulta abitato già in epoca etrusca come dimostrano i ritrovamenti di Montefiridolfi (Tomba dell'Arciere) e Valigondoli (scavi di Poggio La Croce). In epoca romana era una stazione di posta (mansio) al decimo miglio da Florentia.
Il toponimo Decimo che ancora si lega alla pieve di Santa Cecilia, presso San Casciano Val di Pesa, citata già nel 1043, costituisce il ricordo di una pietra miliare (decimum lapidem) di un'importante strada romana, forse quella che doveva unire le colonie di Florentia e Sena Julia. Ritrovamenti archeologici e stratificazione toponomastica attestano l'antichità dell'insediamento, la cui densità sembra trovare conferma nella presenza sul territorio di ben quattro pievi (oltre a Decimo, San Pancrazio, Sugana e Campoli) e di un elevato numero di chiese che da queste dipendevano, relative ai vari "popoli". Questa densa umanizzazione, che oggi distingue il paesaggio delle campagne attorno a San Casciano, era certamente in atto già nel Medioevo, appoggiata in un primo tempo ai numerosi castelli che vi sono documentati come infeudati all'episcopato fiorentino o a potenti consorterie, quali i Gherardini, Buondelmonti e i Cavalcanti, e che oggi appaiono trasformati in ville-fattorie (Bibbione, Castelvecchio, Fabbrica, Lilliano, Montefiridolfi, Montepaldi, Pergolato e altri) o declassati a dimore rurali (Argiano, Castelbonsi, Montauto, Monteclavi, Montecampolesi, Montefolchi).

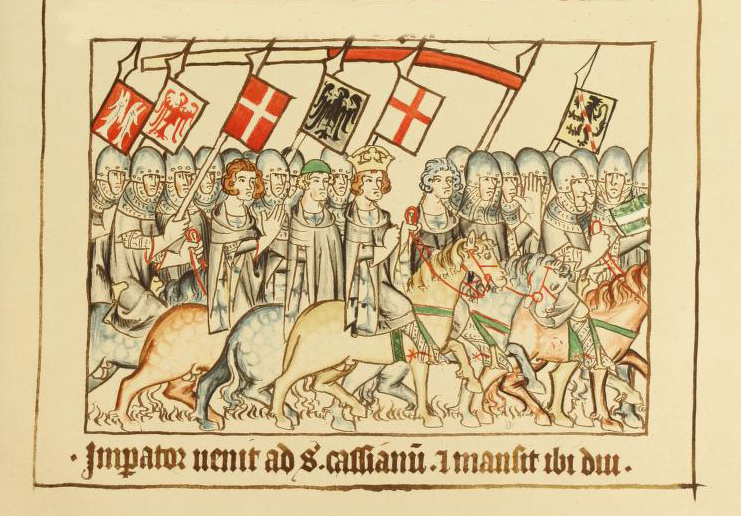
Ingresso di Arrigo VII a San Casciano

San Casciano viene inizialmente ricordato come feudo dei vescovi fiorentini, che nel 1241 concessero i primi statuti civili. In seguito, nel 1278, l'amministrazione passò alla repubblica di Firenze. Poco dopo divenne capoluogo di una Lega e quindi di una Podesteria comprendente anche la Lega di Campoli, per un totale di oltre quaranta "popoli". L'importanza raggiunta da San Casciano è tale che, nello Statuto della Podestà del Comune di Firenze del 1325, una delle principali strade che escono dalla città è detta "strada per quam itur ad Sanctum Cassianum", che è poi quella che conduce "versus civitatem Senarum et versus romanam Curiam". Che poi San Casciano fosse intimamente legato alla viabilità lo dimostra la sua stessa forma urbana, originata da un incrocio di strade: quella ricordata ed un'altra che, con andamento prevalente di crinale, percorreva le colline alla destra della Pesa, dal Chianti a Montelupo, sull'Arno. Tuttavia, determinante al fine del suo sviluppo fu anche la crescita della produttività agricola legata all'affermazione della mezzadria, che accentuò la diffusione dell'insediamento sparso e la formazione di centri di scambio, quali Mercatale e lo stesso castello di San Casciano "a Decimo" che assunse i caratteri di grossa "terra murata", munita di forti difese subito dopo la metà del Trecento, ancor oggi largamente attestate.
Nella prima metà del Trecento infatti, privo di qualsiasi difesa, San Casciano diventò preda di condottieri e capitani di ventura. Fu occupato prima da Arrigo VII Imperatore dal novembre 1312 al 13 gennaio 1313 quindi da Castruccio Castracani che nel febbraio 1326 saccheggiò il borgo e lo arse, infine nel luglio del 1343 da Fra Moriale. Proprio a seguito di questi fatti, la repubblica fiorentina decise nel 1354 di fortificare il borgo. Le mura di forma vagamente poligonale erano pronte nel 1355 e a maggior garanzia di difesa nel 1356 fu aggiunto un cassero, in parte tuttora esistenti.
In precedenza il Duca d'Atene aveva progettato di trasformare il villaggio in un castello da ribattezzare "Castel Ducale", ma il progetto tramontò insieme al suo ideatore. Nel 1420 Sancasciano ospita il Papa Martino V presso una proprietà dei Vettori, denominata La Torre, lasciandovi in ringraziamento un'indulgenza chiamata "Perdoncino" da celebrarsi ogni 15 di settembre nella adiacente cappella intitolata a Santa Maria della Pace]. Nel 1494 Carlo VIII re di Francia si accampò in prossimità del paese senza però farvi ingresso. Prima di andarsene comunque fece una cospicua donazione al locale convento francescano. Nel 1512 presso L'Albergaccio (località Sant'Andrea in Percussina) iniziò l'esilio di Niccolò Machiavelli e fu in quel periodo che poté scrivere le sue opere più note come Il principe e la Mandragola. Con la nascita del Granducato di Toscana cessò la sua funzione militare e la storia seguì quella regionale.
Nel 1880, dopo che il Granducato di Toscana aveva lasciato il posto al Regno d'Italia, gli elettori di San Casciano elessero deputato nella propria circoscrizione quel Sidney Sonnino che sarebbe poi diventato Presidente del Consiglio dei ministri dall'8 febbraio al 29 maggio 1906 e dall'11 dicembre 1909 al 31 marzo 1910. Pochi anni dopo, nel 1891, San Casciano venne collegato con Firenze dalla ormai scomparsa tramvia a vapore, voluta per poter dare un collegamento su rotaia verso Firenze anche alla zona del Chianti, che era rimasta esclusa sia dalla Ferrovia Centrale Toscana (Firenze - Empoli - Siena - Chiusi) sia dalla ferrovia Firenze - Roma.
Durante la seconda guerra mondiale, San Casciano fu uno dei comuni della Tosca designati a luogo di internamento libero per ebrei stranieri o dissidenti politici. Nel 1942 vi arrivarono due famiglie, una famiglia di slavi da Fiume sospettata di essere collegata alla resistenza croata e una di ebrei greci, i Besso, che risiedevano a Milano. Con loro era presente in paese anche una famiglia di ebrei sfollati da Firenze, i Modigliani. Dopo l'8 settembre 1943, con l'occupazione tedesca e la Repubblica Sociale Italiana, alla famiglia slava fu permesso di rimpatriare (cosa poi avvenuta nel gennaio 1944), mentre le due famiglie ebree furono soggette ad ordine di deportazione. I Besso fuggirono ma furono arrestati a Tirano mentre cercavano di raggiungere la Svizzera. Rimasti a San Casciano, due membri della famiglia Modigliani vi furono arrestati dalla Banda Carità il 17 ottobre 1943, mentre il resto della famiglia fu fermato a Firenze nei mesi successivi.
Il 26 luglio 1944 San Casciano subì un devastante bombardamento alleato che unito alle mine tedesche ridussero il paese quasi in macerie. Lenta e non ovunque rigorosa fu la ricostruzione.

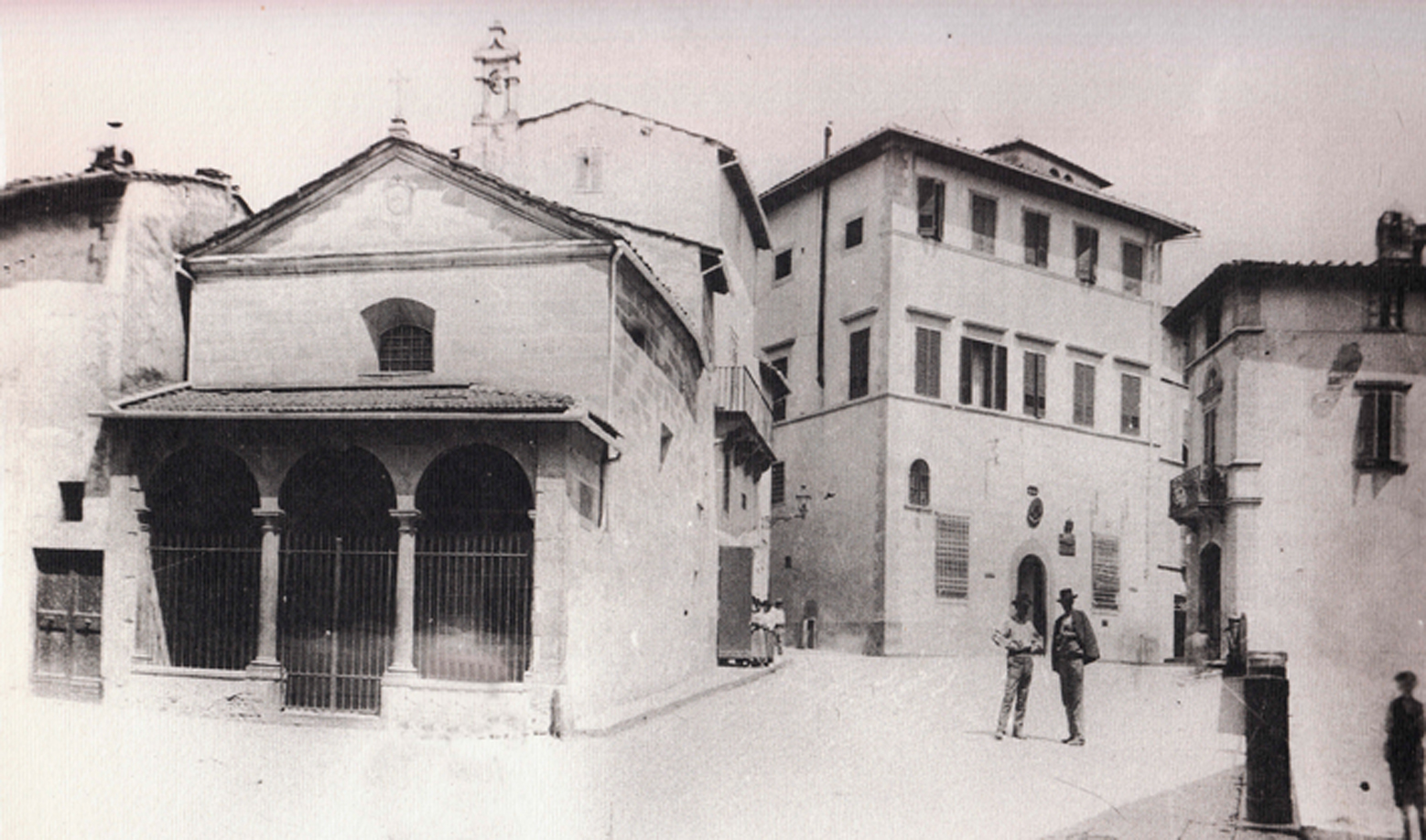
L'oratorio della Concezione, unico edificio non ricostruito dopo i bombardamenti

A partire dai primi anni '80 la città di San Casciano fu al centro delle cronache nazionali ed internazionali per le vicende legate agli omicidi del Mostro di Firenze.

## Monumenti e luoghi d'interesse

### Architetture religiose

#### Chiese principali

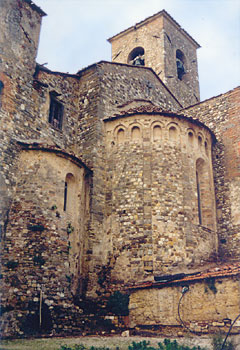
Pieve di San Pancrazio

- La pieve di San Pancrazio è un interessante esempio di architettura romanica di ispirazione lombarda, segue lo schema a tre navate divise da pilastri, concluse da due absidi; la torre campanaria è impostata sul fianco sinistro. Notevole è la decorazione a fornici dell'abside centrale. A un rifacimento in stile dell'inizio del XX secolo sono da attribuire l'interno e la facciata, preceduta da un portico architravato su colonne di ordine tuscanico, e la curiosa torretta con bifora della canonica. All'interno, un Crocifisso ligneo del Seicento, una "Crocifissione" di Santi di Tito, la Madonna del Latte attribuita a Cenni di Francesco, inclusa con una "Natività" cinquecentesca entro una tavola della scuola di Santi di Tito.

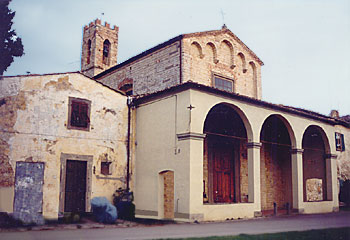
Pieve di Campoli

- La pieve di Santo Stefano a Campoli risulta già esistente nel X secolo, ha mantenuto all'esterno le forme romaniche (il campanile, l'abside, la facciata coronata da arcatelle pensili), mentre il portico è stato aggiunto nel Seicento. L'interno, a tre navate poggianti su pilastri quadrangolari, presenta archeggiature scialbate e ricoperte da stucchi settecenteschi. A quest'epoca risalgono anche il loggiato esterno e i restauri, testimoniati anche da un'iscrizione con la data 1760, apposta nella facciata interna. Da segnalare un dipinto del Cinquecento con la Madonna col Bambino e santi, attribuito al Franciabigio, un Crocifisso cinquecentesco all'altare maggiore e una tavola quattrocentesca con la Madonna con il Bambino e San Giovannino.

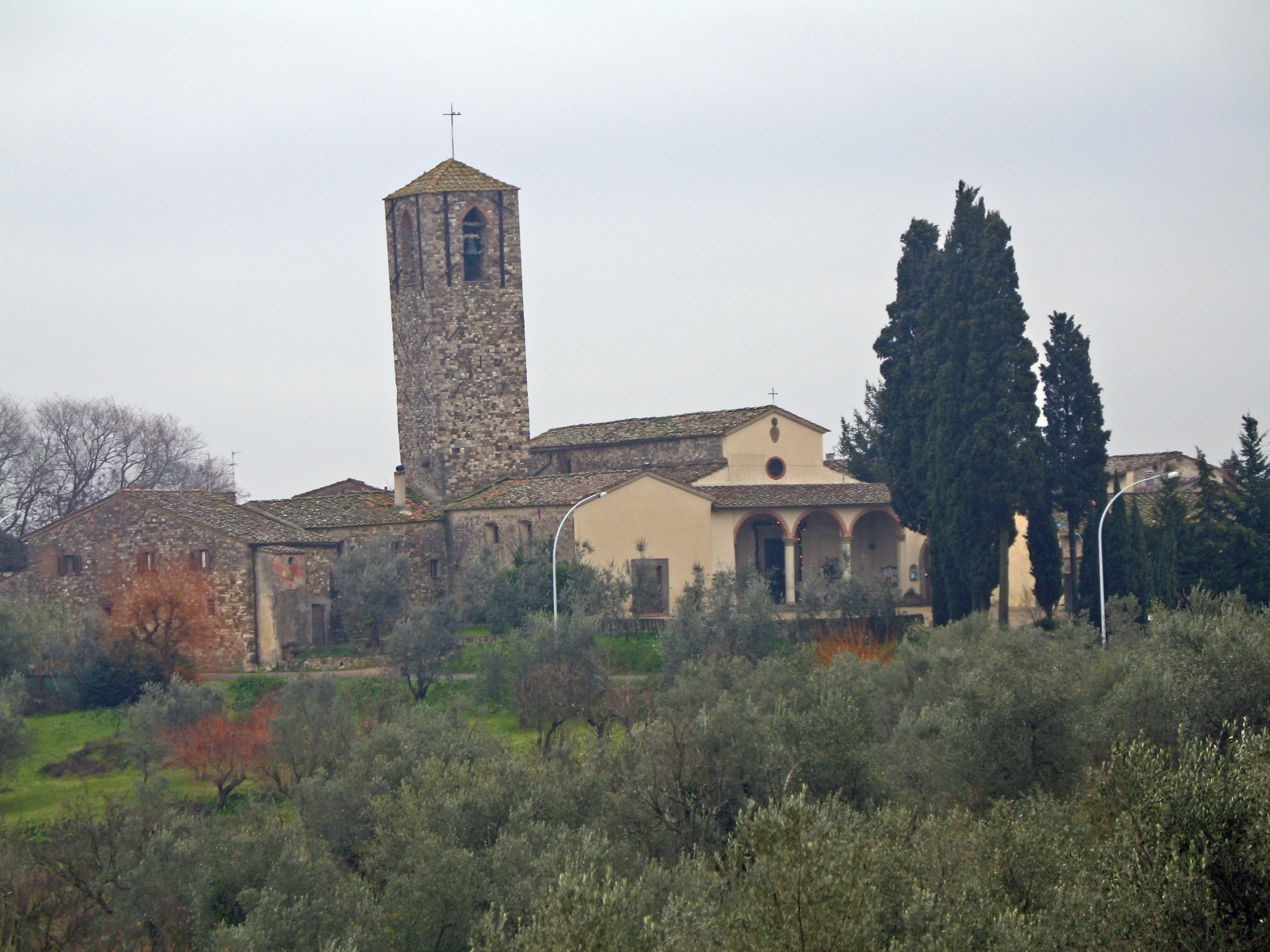
Pieve di Decimo

- La pieve di Santa Cecilia a Decimo è probabilmente la più antica del territorio. È citata infatti in un documento di Carlo Magno risalente al 774 d.c. Dalla Pieve nel 1690 fu staccata la Propositura di San Casciano e nel 1797 fu ridotta a chiesa parrocchiale essendo stata elevata San Casciano a Pieve..La pieve a tre navate è stata pesantemente restaurata nel 1728. In occasione di quei lavori furono cancellate le tracce della precedente chiesa romanica ad eccezione del campanile che presenta tuttora la caratteristica muratura a filaretto (XI - XII secolo). All'altare maggiore è posta una Madonna col Bambino di un ignoto pittore fiorentino del XVI secolo e al primo altare a destra un affresco staccato di Cenni di Francesco del XIV secolo.
- La pieve di San Giovanni in Sugana sorge ad 232 m s.l.m. vicino alla frazione di Cerbaia. È ricordata in un documento del 1019 col nome di Pieve di Soana. La chiesa attuale (sec. XII - XIII) è composta di un'unica navata contenente alcune interessanti opere come una terracotta raffigurante la Pietà di Benedetto Buglioni e Santi Buglioni, mentre sempre al solo Benedetto Buglioni viene attribuita la terracotta policroma posta all'altare maggiore. Da segnalare anche il pulpito in legno del Cinquecento. La facciata presenta il portale in stile romanico (rifacimento) e in alto una monofora romanica originale.

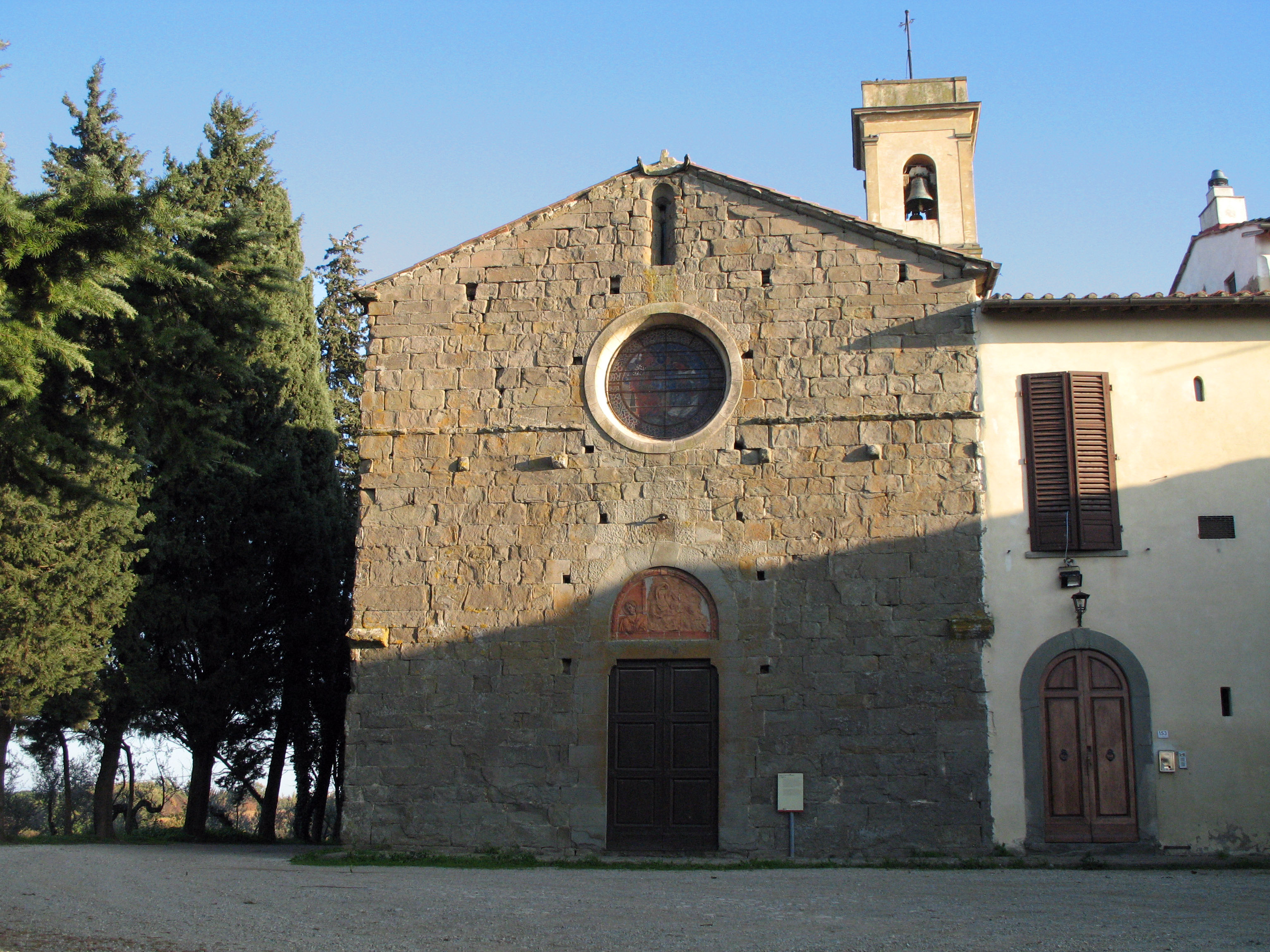
San Giovanni in Sugana

- La Collegiata di San Cassiano è il principale luogo di culto cattolico di San Casciano in Val di Pesa.

#### Altre chiese
- Chiesa del Suffragio (San Casciano in Val di Pesa)
- Chiesa della Misericordia (San Casciano in Val di Pesa)
- Chiesa di San Francesco (San Casciano in Val di Pesa)
- Chiesa di Sant'Andrea a Luiano
- Chiesa di Sant'Andrea (San Casciano in Val di Pesa)
- Chiesa di Sant'Angelo (Vico l'Abate)
- Chiesa di San Donato a Chiesanuova
- Chiesa di San Jacopo (San Casciano in Val di Pesa)
- Chiesa di San Lorenzo (Castelbonsi)
- Chiesa di San Martino (Argiano)
- Monastero del Luogo Nuovo
- Chiesa di San Pietro a Montepaldi
- Tabernacolo degli Strozzi

#### Cimiteri
- Cimitero americano dei Falciani

### Architetture civili

#### Ville
- Castello Il Corno
- Torre di Luciana in località Luciana a Mercatale Val di Pesa
- Villa Le Corti in via San Piero di Sotto, 1
- Villa Antinori del Cigliano in località Cigliano

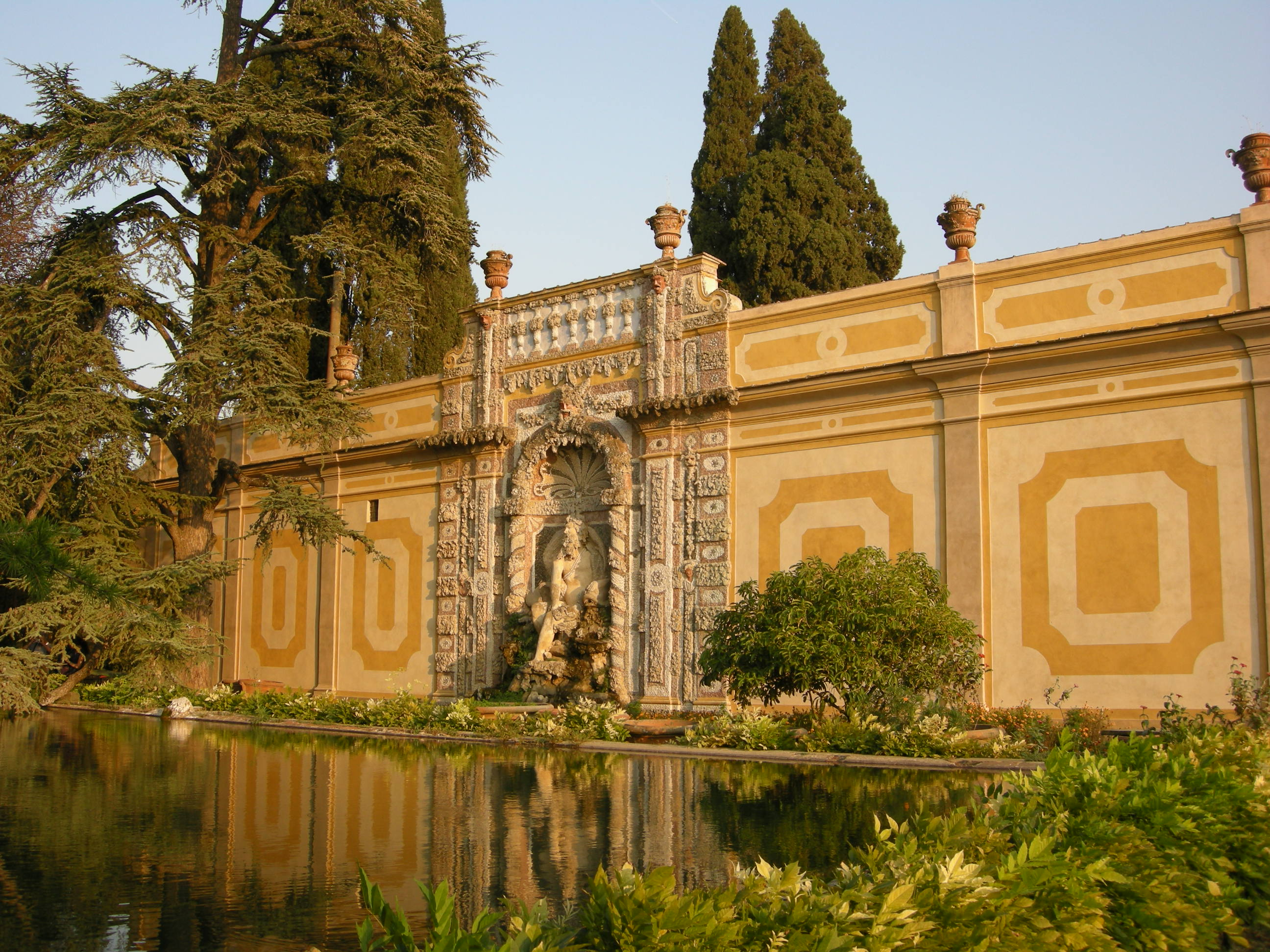
Villa Antinori del Cigliano - Giardino

- Villa Poggio Torselli in località Poggio Torselli
- Villa il Fedino
- Villa Borromeo in via Borromeo, 110
- Villa I Tattoli
- Villa Mangiacane
- Villa Caserotta
- Villa Senzano
- Villa di Murlo

#### Musei
- Casa Machiavelli
- Museo di San Casciano
- Centro d'Arte La Loggia, esposizione di arte contemporanea all'aperto a Montefiridolfi.

#### Teatri
- Teatro Niccolini
- Jack and Joe Theatre

#### Palazzi
- Banca Cooperativa del Chianti Fiorentino
- Palazzo del Cassero
- Palazzo del Greco
- Torre del Chianti

### Architetture militari

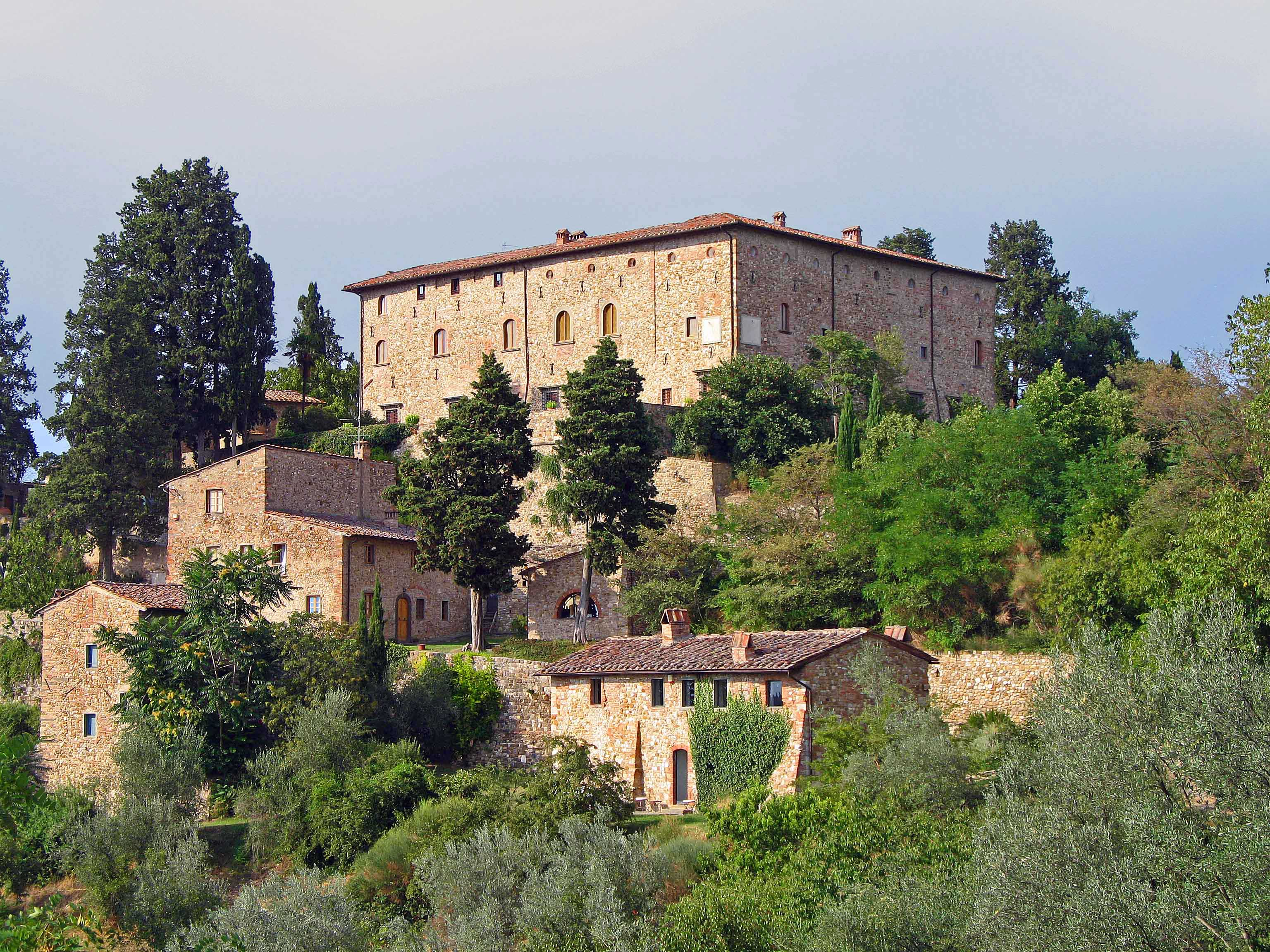
Castello di Bibbione

#### Cinte murarie
- Mura di San Casciano in Val di Pesa

#### Castelli
- Castello di Bibbione

Edificato prima del Mille, il castello appartenne alla famiglia Buondelmonti che lo ristrutturò nel secolo XI. Nel Cinquecento passò alla famiglia Machiavelli che lo tenne come residenza di caccia fino al 1727. L'edificio presenta cortili e saloni maestosi e mostra dall'esterno il suo carattere imponente a metà tra il fortilizio e la residenza signorile cinquecentesca di campagna.
- Castello di Gabbiano

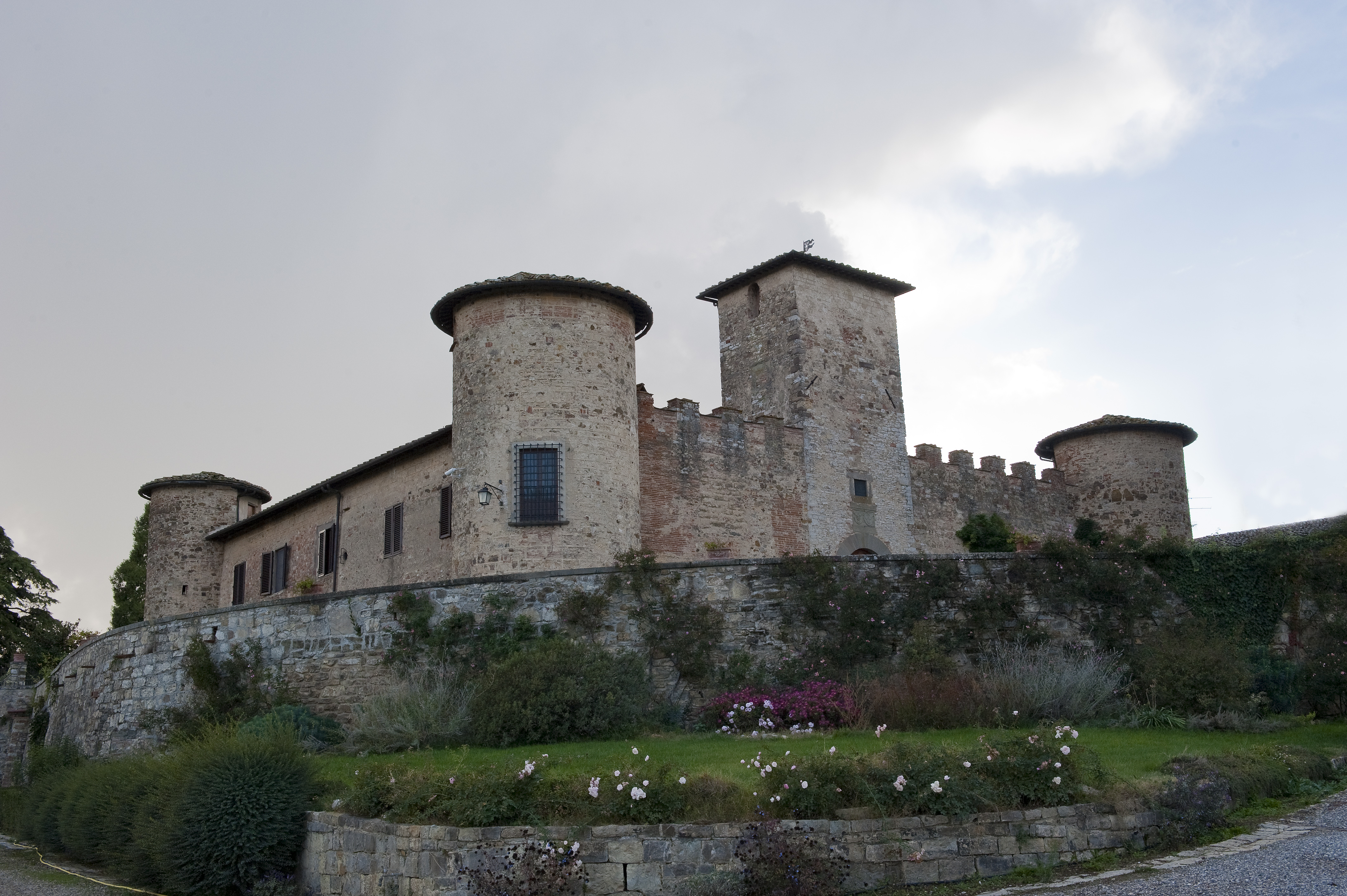
Castello di Gabbiano

Fonti dell'XI secolo informano che l'edificio venne alla luce con la costruzione della torre quadrata come baluardo difensivo sulla strada lungo la Greve, una delle vie più importanti tra Firenze e Siena.
Nel XIII secolo i Bardi, banchieri fiorentini, ampliarono la fortezza costruendo le mura merlate perimetrali. Le torri tonde di influenza francese, poste ai quattro angoli del castello, furono costruite nel 1505.
- Castello di Pergolato

Innalzato dalla famiglia Buondelmonti, Pergolato fu prima forte maniero a difesa dei possessi feudali, poi palagio di campagna con ampie sale decorate e loggiati eleganti. Arroccato sui balzi scoscesi che dominano la riva sinistra della Pesa, ancora oggi ha un alto valore paesaggistico, soprattutto per il suo duplice aspetto severo e gentile.
- Castello di Montefiridolfi

Anch'esso di proprietà della famiglia Buondelmonti, appare oggi molto rimaneggiato, pur restando visibili le strutture architettoniche originali.
- Castello il Palagio in località Mercatale

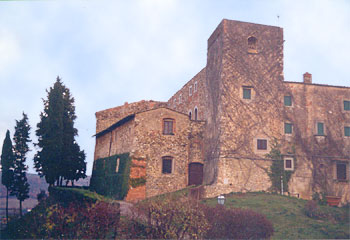
Castello di Pergolato

### Siti archeologici

#### Tomba dell'Arciere
Scoperta nel 1978 durante dei lavori agricoli è una tomba etrusca a camera risalente al VII secolo a.C.; misura 5 metri per lato e il suo nome deriva da un lastrone a bassissimo rilievo che era posto sulla sua sommità. Del lastrone è rimasta solo la parte inferiore che ora si conserva a S.Casciano presso il museo di arte sacra.

## Società

### Evoluzione demografica
Abitanti censiti

### Etnie e minoranze straniere
Secondo i dati ISTAT al 31 dicembre 2010 la popolazione straniera residente era di 1 355 persone.
Le nazionalità maggiormente rappresentate in base alla loro percentuale sul totale della popolazione residente erano:
- Romania 342 1,99%
- Albania 231 1,34%

## Geografia antropica

### Frazioni principali
Le frazioni di San Casciano in Val di Pesa sono: Bardella, Bargino, Calcinaia, Campoli, Cerbaia, Chiesanuova, Cigliano, Faltignano, La Romola, Mercatale in Val di Pesa, Montefiridolfi, San Pancrazio, Sant'Andrea in Percussina e Spedaletto.

#### Mercatale in Val di Pesa
È la principale frazione di San Casciano e si trova a cavallo tra la Val di Pesa e la Val di Greve. Come si evince dal nome il paese nasce come luogo di mercato: Infatti è rimasto il documento con cui nel 1237 si autorizzava la predisposizione di una piazza situata ai piedi del Castello di Montecampolese. Oggi è una cittadina circondata da boschi.

#### Cerbaia in Val di Pesa
Dopo Mercatale è la frazione più popolosa di San Casciano in Val di Pesa. È situata nella parte nord-ovest del comune e grazie al notevole incremento della popolazione ormai il suo abitato si estende a cavallo tra i comuni di San Casciano e di Scandicci. La sua storia è legata al ponte che la Signoria di Firenze fece costruire nel 1295 per scavalcare il fiume Pesa. Interessanti nell'abitato la chiesa di Santa Caterina costruita alla fine del XIX secolo. Nell'abitato all'interno di un abitato situato in via Volterrana n.67 è collocato un affresco del XV secolo dipinto secondo Giorgio Vasari da Lorenzo di Bicci e raffigurante la Madonna che porge l'anello a Santa Caterina. Poco fuori dall'abitato sono un castello conosciuto come Il Castellare e la Pieve di San Giovanni in Sugana.

#### Chiesanuova
La frazione di Chiesanuova si è sviluppata solo dalla fine del XIX secolo quando venne aperta una deviazione sulla via Volterrana. Nell'abitato è da segnalare la Chiesa di San Donato e nei pressi la Chiesa di San Bartolomeo a Faltignano. Celebre per la "Schiacciata" pane salato ottimo per farci dei panini.

#### Montefiridolfi

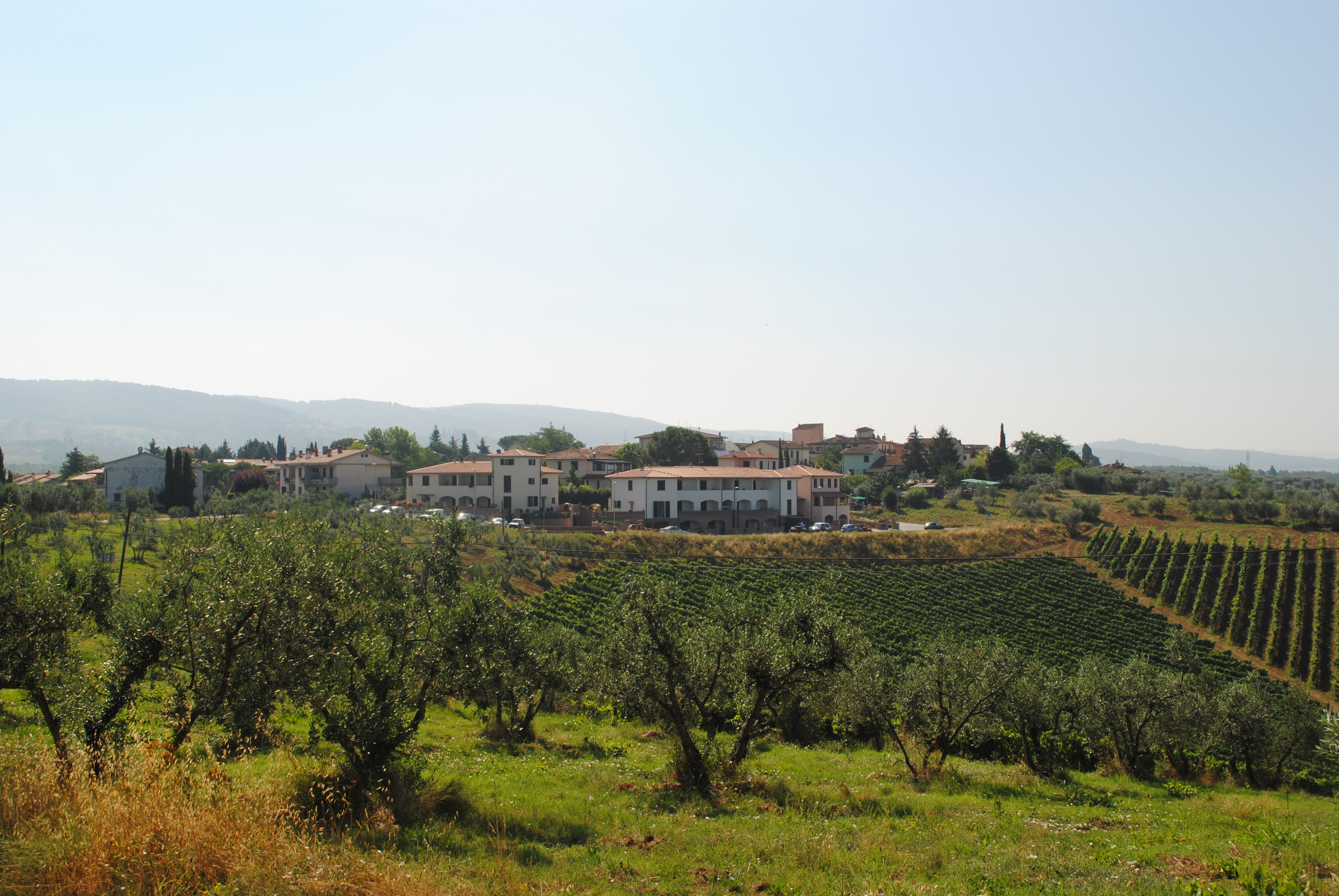
Vista di Montefiridolfi

La storia di Montefiridolfi si confonde con quella del suo castello. Il borgo prende il nome dall'appartenenza del castello ai figli di Ridolfo Buondelmonti, famiglia che ne fu proprietaria fino al XVII secolo. Oggi è un borgo agricolo situato nella campagna chiantigiana e circondato dalle fattorie Antinori e Rosselli del Turco. Interessante la piazzetta principale (recentemente restaurata e pavimentata in cotto) sulla quale si affaccia una bella casa-torre risalente al XIV secolo. Oltre al Castello di Montefiridolfi e alla Chiesa parrocchiale di Santa Cristina nei dintorni sono la Tomba dell'Arciere, il Castello di Bibbione e il Monastero del Luogo Nuovo.

#### Bargino
Piccolo agglomerato urbano posto ai piedi del Castello di Bibbione da una parte e del Castello di Pergolato dall'altra. Sulla strada principale è situata la chiesa dedicata a San Colombano. Bagnato dal fiume Pesa ha anche un lago per la pesca sportiva "Lago della Ciurma" ed un vero e proprio simbolo, il cipresso secolare che domina l'incrocio al centro del paese dove parte un P.A.N. (percorso archeologico naturalistico) che attraverso un sentiero in salita immerso nel bosco conduce fino alla Tomba dell'Arciere, importante testimonianza etrusca.

#### La Romola
La Romola sorge in mezzo ai boschi nei pressi del poggio Valicaia. In passato apparteneva amministrativamente al comune di Scandicci, poi nel 1881 fu spostata su San Casciano. L'apertura della variante della via Volterrana ha di fatto posto la frazione in uno stato di isolamento dalle principali vie di comunicazione. Nell'abitato sorge la chiesa parrocchiale dedicata a Santa Maria. Nel cimitero del paese è sepolto Benito Jacovitti.

#### San Pancrazio
La storia del paese si confonde con quella della Pieve di San Pancrazio, un edificio romanico esistente già nel X secolo. In passato San Pancrazio fu sede di un castello cinto di mura di cui oggi si possono leggere le tracce lungo la via Certaldese.

### Frazioni minori

#### Bardella
Bardella è la prima frazione minore che si trova dirigendosi sul versante empolese, posta proprio nell'immediatezza del paese principale. Bardella è un agglomerato abitativo composto da circa 1 200 abitanti. Qui si trova la chiesa di Santa Maria ad Argiano, Villa Panerai e a tutt'oggi, le cantine e l'imbottigliamento di parte della produzione dei Marchesi Antinori. Sempre "al bardella" si trova una zona artigianale discretamente estesa. Importante è la Villa Gentilino.

#### Cigliano
Con il termine Cigliano si intendono due siti abitativi posti a breve distanza dal capoluogo. Cigliano di sotto è caratterizzato dalla Villa Antinori, con bel giardino scenografico settecentesco, e dalla Cappella Antinori. Cigliano di sopra era un castello successivamente trasformato in villa.

#### Faltignano
Faltignano posto a circa 5 km dal capoluogo in direzione di Scandicci presenta una piccola chiesa intitolata a San Bartolomeo, ad unica navata, di origine duecentesca. A breve distanza sorge Villa Pimpinelli dove alloggiò Piero Calamandrei.

## Economia
La zona di San Casciano è molto rinomata per la produzione di vini e olio d'oliva. Le principali cantine della famosa impresa vitivinicola Antinori sono attive nel comune di San Casciano. Accanto all'attività agricola, nell'ambito del settore terziario va menzionata la Banca di Credito Cooperativo del Chianti Fiorentino, ora Chianti Banca,sorta per iniziativa di don Narciso Fusi, Proposto di San Casciano e di don Adriano Bartolini, che ha la propria sede legale e i suoi uffici principali a San Casciano. Il resto dell'economia si basa principalmente sull'artigianato e il turismo (in particolare l'agriturismo). Nel corso del Novecento, San Casciano è stato un centro piuttosto importante per l'industria tipografica italiana, in quanto sede delle ormai scomparse Officine Grafiche Stianti.
A San Casciano in Val di Pesa ha sede l'importante stabilimento produttivo di Laika Caravans, inaugurato nel 2016 e considerato tra i più avanzati in Europa per la costruzione di camper. Per quanto riguarda l'artigianato, la località è rinomata per l'arte del ricamo e del merletto.

## Infrastrutture e trasporti
San Casciano è servita da un'omonima uscita del Raccordo autostradale 3.
Dal 1891 al 1935 i collegamenti con Firenze e Greve in Chianti furono assicurati dalla tranvia del Chianti, una cui diramazione vedeva San Casciano quale capolinea.

## Amministrazione

### Gemellaggi
- Morgan Hill
- Nieuwerkerken
- Mahbes

## San Casciano nel cinema
Nel territorio comunale di San Casciano in Val di Pesa sono stati girati alcuni film tra i quali si ricordano:
- Amici miei

Flatulenza: la scena in cui scendono dalla macchina è girata sulla superstrada Firenze-Siena all'altezza del viadotto Terme con la cinepresa rivolta verso Firenze;
La scena dove viene gettato nel fiume il malloppo con i soldi è girata sulla via Scopeti, all'altezza dell'omonimo ponte degli Scopeti, con la cinepresa rivolta verso San Casciano mentre alle spalle si trova il bivio con la SR2 Cassia;
la scena successiva dove il gruppo apre il tabernacolo per prendere il malloppo con i soldi è girata sul ponte di Cappello, in via di Luiano, con la cinepresa rivolta verso la via Grevigiana.
- Amici miei - Atto IIº

La scena dove si fermano per far scendere lo strozzino Sabino Capogreco (Paolo Stoppa) a fare i propri bisogni è girata sulla SP92 presso Villa Le Corti; l'auto proviene da Mercatale in Val di Pesa per poi ripartire in direzione di San Casciano. La cinepresa inizialmente è orientata verso Mercatale poi nelle scene finali viene posizionata verso San Casciano; l'allargamento della sede stradale effettuato successivamente alla realizzazione del film non consente un facile riconoscimento del luogo.